# The Dorchester

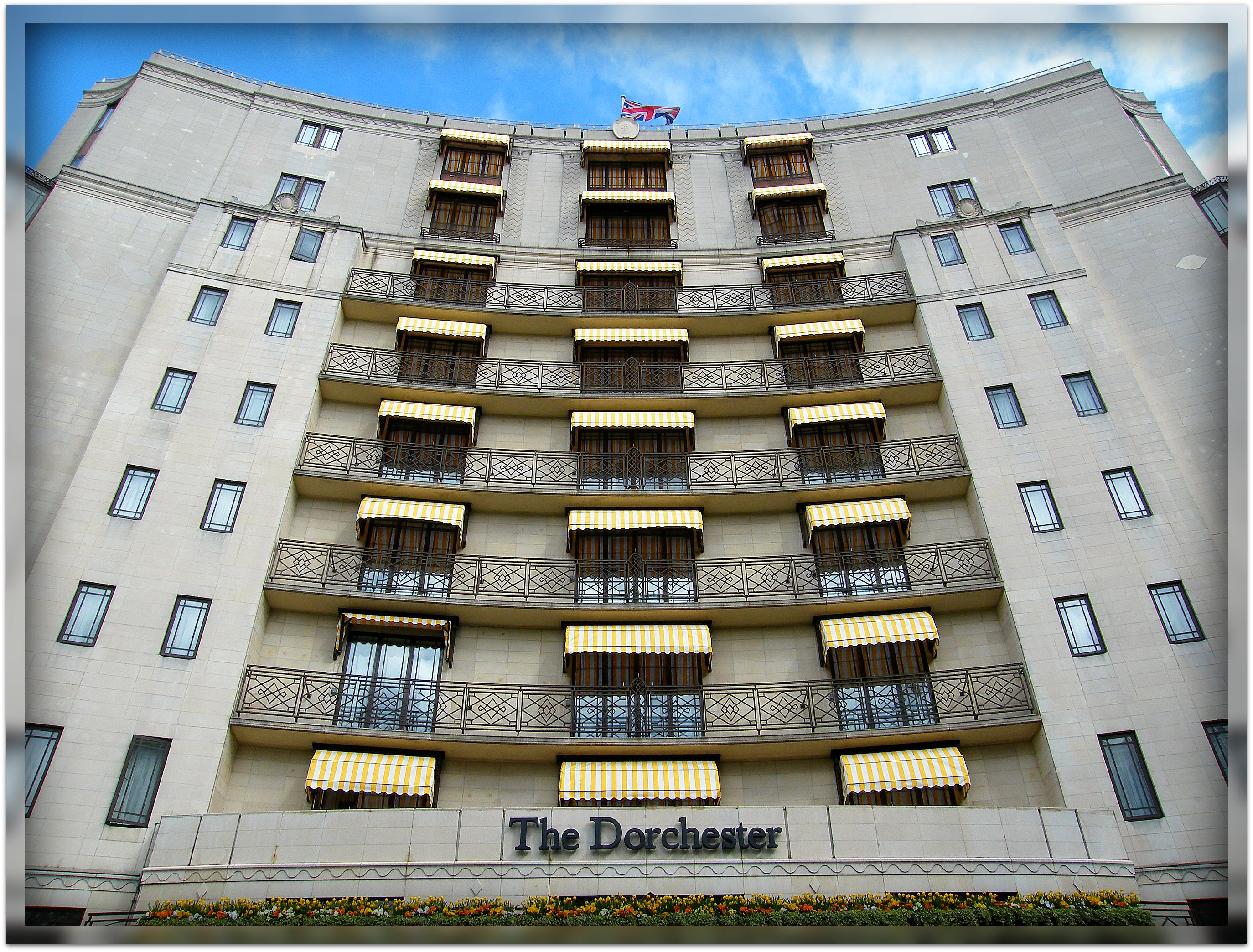
Fassade am Eingangsbereich

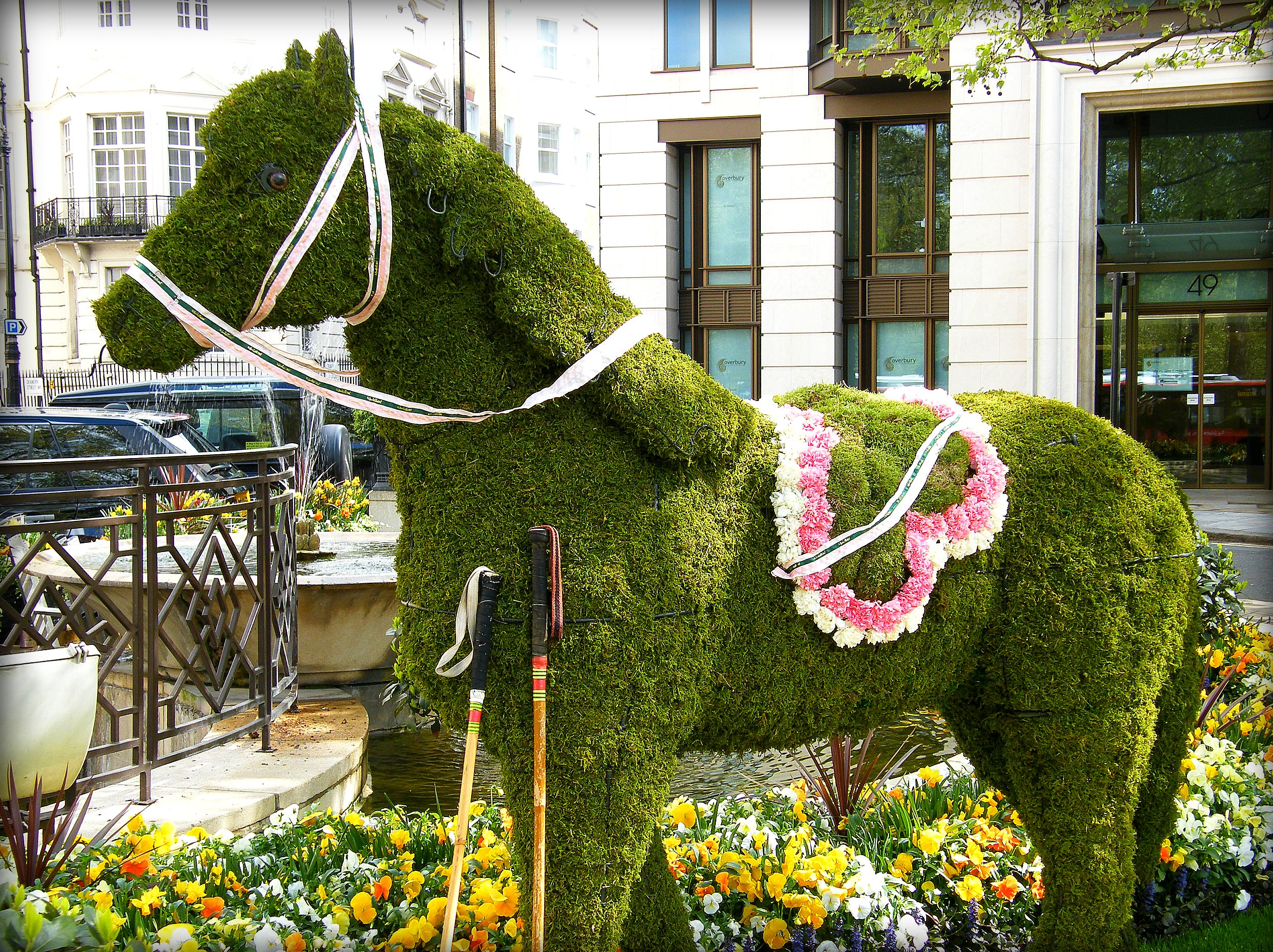
Vorgarten am Eingangsbereich

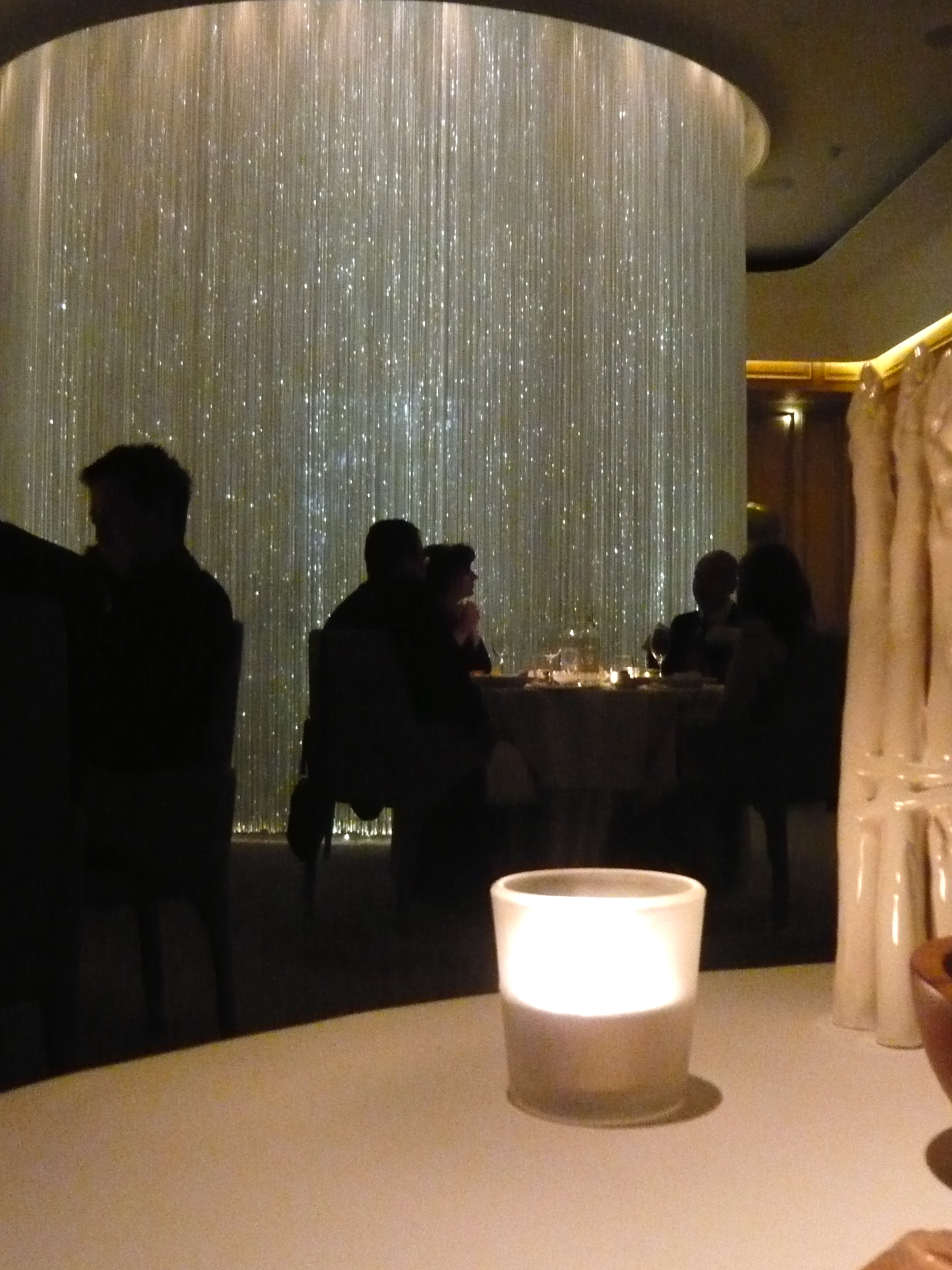
Table Lumière im Restaurant Alain Ducasse at the Dorchester

The Dorchester ist ein Fünf-Sterne-Luxushotel in London an der Ostseite des Hyde Park. Es ist eines der prestigeträchtigsten und teuersten Hotels der Welt.
The Dorchester wurde am 18. April 1931 eröffnet und behielt trotz Modernisierungen den Einrichtungsstil und das Ambiente der 1930er Jahre. Im Laufe seiner Geschichte war das Hotel eng mit den Reichen und Berühmten verbunden.

## Geschichte
In den 1930er Jahren wurde es als Treffpunkt vieler Schriftsteller und Künstler wie dem Dichter Cecil Day-Lewis, dem Schriftsteller W. Somerset Maugham und dem Maler Sir Alfred Munnings bekannt. Es wurden prestigeträchtige literarische Treffen abgehalten, wie die „Foyles Literary Luncheons“, eine Mittagsveranstaltung, die das Hotel noch heute ausrichtet. Während des Zweiten Weltkrieges galt das Hotel wegen seiner stabilen Konstruktion als eines der sichersten Gebäude in London.
Am 10. Juli 1947 besuchte die spätere Königin Elisabeth II. das Dorchester am Tag vor ihrer Verlobungsankündigung; seitdem ist das Hotel beliebt bei Filmschauspielern, Models und Rockstars. Elizabeth Taylor und Richard Burton waren während der 1960er und 1970er Jahre oft Gäste. In den 1950er Jahren hat der Bühnenbildner Oliver Messel das Innere des Hotels mehrfach verändert. Im Januar 1981 wurde das Haus unter Denkmalschutz gestellt. 
Nach seinem Sturz durch seinen Sohn lebte Said ibn Taimur ab 1970 bis zu seinem Tode im Hotel.
1985 kaufte der Sultan von Brunei das Hotel. Es wird von der Luxushotelkette Dorchester Collection betrieben, die der staatlichen Brunei Investment Agency gehört.  Seit 2014 gab es immer wieder Boykott-Aufrufe und Proteste gegen das Hotel, weil der Besitzer Sultan von Brunei in seinem Land die Scharia einführte.

## Ausstattung
Das Dorchester hat 250 Räume, 49 Suiten und fünf Restaurants: Alain Ducasse (drei Michelinsterne), The Grill, The Spatisserie, The Promenade und China Tang.
Harry Craddock, in den 1930er Jahren ein bekannter Barmann, erfand hier den Cocktail Dorchester of London. Eine beleuchtete Platane steht im Vorgarten des Hotels und wurde 1997 vom London Tree Forum und der Countryside Commission als einer der Great Trees of London ausgezeichnet.